# Grenz-Echo

Logo

Grenz-Echo is het enige Duitstalige dagblad van België, gericht op de Duitstalige gemeenschap en de omliggende gebieden in het oosten van het land. De krant noemt zichzelf een politiek onafhankelijk, tolerant en christelijk dagblad. Ze verschijnt zes dagen per week in een oplage van bijna 12.000 exemplaren. De hoofdredactie is, net als de eigen drukkerij en de uitgeverij Grenz-Echo Verlag, gevestigd in Eupen.

## Geschiedenis
Begin jaren twintig, na het toewijzen van het voormalig Pruisische gebied aan België na de Eerste Wereldoorlog, ontstonden in Oost-België vijf Duitstalige kranten. Al deze kranten stonden in meer of mindere mate vijandig tegenover het nieuwe Belgische bestuur. Een belangrijke eis was het houden van een referendum onder de bevolking over de vraag of men bij België wilde blijven of naar Duitsland wilde terugkeren. In 1926 werd daarom op last van de Belgische commissaris voor de 'Nieuw-Belgische gebieden' een pro-Belgische Duitstalige mediaorganisatie opgericht. Op 4 juni 1927 verscheen de eerste krant, Grenz-Echo, met als ondertitel "Christliches Organ zur Förderung der wirtschaftlichen Interessen der neubelgischen Gebiete" (christelijk orgaan ter bevordering van de economische belangen van de Nieuw-Belgische gebieden). Aanvankelijk als weekblad en vanaf 1932 als dagblad, in eigendom van de Katholieke Partij.
De krant stelde zich als enige pro-Belgisch op in een gemeenschap die nog maar weinig van België moest hebben. Dat veranderde in de jaren dertig, toen de nazi's in Duitsland aan de macht kwamen en steeds openlijker de aan buurlanden toegewezen gebieden opeisten. De overwegend katholieke Duitstalige Belgen moesten weinig hebben van de nazi's en keerden zich steeds meer tegen hen. Grenz-Echo zette zich begin jaren dertig af tegen het nationaalsocialisme en werd daarom in Duitsland per 25 april 1933 verboden. Na de inval van de Duitsers op 10 mei 1940 verscheen de krant niet meer.
Na de Tweede Wereldoorlog keerde de Grenz-Echo als enige Duitstalige krant terug. In de repressieperiode bleef de krant pal staan voor de Duitse taal en identiteit van de regio, wat haar geliefd maakte. De oplage lag in de jaren vijftig rond de 15.000 exemplaren, verspreid over de Oostkantons en het aangrenzende van oorsprong Duitstalige gebied (de huidige gemeenten Blieberg, Welkenraedt en Baelen). De krant werd daarmee het belangrijkste dagblad voor Duitstalig België. In de jaren zeventig liep de oplage enigszins terug doordat ook de Aachener Volkszeitung, uit de naburige Duitse stad Aken, begon met een Oost-Belgische editie. De krant besloot in 1985 de banden met de christendemocratische CSP (Christlich-soziale Partei) door te snijden en een politiek onafhankelijke koers te gaan varen. Het christelijke profiel, dat ook de streek kenmerkt, bleef echter behouden.
Grenz-Echo heeft zich ondertussen ontwikkeld tot volwaardig mediabedrijf met een commerciële drukkerij en de uitgeverij Grenz-Echo Verlag, dat Duitstalige boeken uit en over de regio uitgeeft. Grenz-Echo heeft zich tevens toegelegd op de nieuwe media, onder andere met het Oost-Belgische mediaportaal Netecho. Ook de website DGLive van de Duitstalige Gemeenschap wordt door Grenz-Echo beheerd.

## Oplage en verkoop
| Naam               | 2007   | 2008   | 2009   | 2010   | 2011   | 2012   | 2013   | 2014   | 2015   |
| ------------------ | ------ | ------ | ------ | ------ | ------ | ------ | ------ | ------ | ------ |
| Oplage - Print     | 13.563 | 13.137 | 13.549 | 13.647 | 13.581 | 12.814 | 12.693 | 11.828 | 11.752 |
| Verkoop - Print    | 9.917  | 9.800  | 9.786  | 9.887  | 9.753  | 9.626  | 9.292  | 8.970  | 8.618  |
| Verkoop - Digitaal | 0      | 0      | 0      | 0      | 0      | 0      | 103    | 117    | 152    |
| Verkoop - Totaal   | 9.917  | 9.800  | 9.786  | 9.887  | 9.753  | 9.626  | 9.395  | 9.087  | 8.770  |

Bron: CIM